# Bouc à Azazel
Pour les articles homonymes, voir Bouc (homonymie) et Azazel (homonymie).
Pour le comportement sociologique qu'explicite cette cérémonie, voir bouc émissaire
L’envoi d’un bouc à Azazel (hébreu : שעיר לעזאזל se'ïr lèAzazel) est une prescription biblique réalisée par les Juifs au cours du rite de Yom Kippour dans le sanctuaire, actuellement irréalisable faute de Temple en fonction à Jérusalem. 
Au cours du rite, un tirage au sort désignait un bouc domestique pour être chargé des fautes de l'assemblée d’Israël qui devait être ensuite amené à Azazel.

## La cérémonie dans les sources juives

### Dans la Bible hébraïque
Selon le chapitre 16 du Lévitique, après la mort de Nadav et Abihu, fils d’Aaron le grand prêtre d'Israël, Moïse lui prescrit le rite de propitiation des fautes. Outre ses fautes propres et celles de sa maison, le Grand prêtre doit aussi tirer au sort deux boucs. L’un doit être consacré en offrande à Dieu, l’autre envoyé à Azazel, après que le Grand prêtre l’a chargé de toutes les fautes d’Israël. Pour ce faire, il impose ses mains sur sa tête et réalise une confession publique.